# Sutton Range
Sutton Range är ett berg i Kanada.   Det ligger i provinsen British Columbia, i den sydvästra delen av landet, 3 700 km väster om huvudstaden Ottawa. Toppen på Sutton Range är 783 meter över havet.
Terrängen runt Sutton Range är lite bergig. Trakten runt Sutton Range är nära nog obefolkad, med mindre än två invånare per kvadratkilometer..
I omgivningarna runt Sutton Range växer i huvudsak barrskog.